# Rinspeed Bedouin
O Bedouin é um modelo da Rinspeed.